# Stephen Merchant
Stephen James Merchant (Bristol, 24 novembre 1974) è uno sceneggiatore, regista, attore e comico britannico.
È noto soprattutto per la sua collaborazione con Ricky Gervais, assieme al quale ha sceneggiato e diretto le serie televisive The Office, Extras e Life's Too Short e ha condotto il programma radiofonico The Ricky Gervais Show e l'omonima serie animata.
È anche noto per dare la voce a Wheatley nel videogioco Portal 2, grazie al quale ha vinto il premio come miglior performance maschile agli Spike Video Game Awards 2011.

## Biografia
Merchant è nato a Bristol, in Inghilterra, figlio di Jane Elaine (nata Hibbs), un'educatrice di asilo nido, e Ronald John Merchant, un agente assicurativo. Ha frequentato la Hanham High School e si è laureato presso l'Università di Warwick.
Merchant ha iniziato la sua carriera come comico stand-up esibendosi presso il Comedy Box di Bristol. Nel 1997 è inoltre apparso come concorrente nel game show televisivo Blockbusters e per un breve periodo ha lavorato come DJ per Radio Caroline. Nel 1997 ha incontrato per la prima volta Ricky Gervais, il quale lo assunse per lavorare come suo assistente per l'emittente radiofonica XFM London. Insieme hanno condotto la trasmissione radiofonica del sabato pomeriggio, dal gennaio all'agosto del 1998, quando entrambi hanno abbandonato XFM, dopo che questa era stata acquistata dal Capital Radio Group.
Dopo aver lasciato XFM, Merchant ha iniziato un corso di produzione presso la BBC. Come parte del suo corso, ha ingaggiato Gervais per recitare in un cortometraggio di 30 minuti, Seedy Boss, che diventò la prima ispirazione per la loro sitcom The Office. Inoltre i due hanno collaborato per l'episodio pilota di una sitcom, intitolato Golden Years, su un manager in crisi di mezza età; il pilota è stato trasmesso come parte della serie Comedy Lab di Channel 4 nel settembre del 1998, ma non ebbe successo e la serie non fu realizzata.

### The OfficeeThe Ricky Gervais Show
A metà del 2001, BBC Two mandò in onda la prima stagione della sitcom The Office, co-sceneggiata e co-diretta da Merchant e Gervais, e interpretata da quest'ultimo nel ruolo di David Brent, manager degli uffici di un'impresa cartaria. La serie ha avuto inizialmente bassi risultati d'ascolto. A partire da settembre, Gervais e Merchant hanno fatto ritorno a XFM come co-conduttori di The Ricky Gervais Show, un altro programma del sabato pomeriggio, che ha portato alla feconda collaborazione con il produttore Karl Pilkington.
A metà del 2002 hanno interrotto temporaneamente il programma radiofonico, per occuparsi delle riprese la seconda stagione di The Office, trasmessa in quell'anno. Oltre a sceneggiare e dirigere la serie, Merchant è apparso in un cameo nell'episodio Charity.
Nel 2003 Gervais e Merchant hanno continuato a condurre The Ricky Gervais Show, prendendo un'altra pausa per realizzare uno speciale natalizio di The Office, andato in onda a dicembre. Nel gennaio del 2004 il programma radiofonico è stato sospeso a tempo indeterminato. Nel corso del 2004, Merchant ha interpretato il ruolo di uno chef in un episodio nella serie televisiva Garth Marenghi's Darkplace ed è apparso in un cameo nella sitcom Green Wing; inoltre ha lavorato come consulente al copione di un episodio della sitcom Nathan Barley. Nello stesso anno, The Office è andato in onda negli Stati Uniti: la serie è stata acclamata dalla critica e ha vinto un Golden Globe come miglior serie commedia o musicale.
Nel 2005 The Ricky Gervais Show riprese con una quarta stagione, composta da sei episodi. Nel marzo dello stesso anno iniziò ad essere trasmessa versione statunitense di The Office, con Merchant e Gervais accreditati come produttori esecutivi. In seguito i due hanno co-diretto l'episodio della terza stagione La prigione, e Merchant ha diretto l'episodio della quinta stagione Customer Survey.
Nel dicembre del 2005, con la sponsorizzazione di The Guardian, Merchant, Gervais e Pilkington hanno iniziato a registrare un podcast settimanale (anch'esso intitolato The Ricky Gervais Show). Durante la sua prima stagione il podcast ha avuto un'enorme popolarità, arrivando ad essere certificato da Guinness World Records come il più scaricato di tutti i tempi. Nel 2006 sono state registrate altre due stagioni e tre puntate speciali (la Podfather Trilogy) e, alla fine del 2008, altre quattro puntate e una serie di audiolibri.

### ExtraseLife's Too Short
Nel luglio e nell'agosto del 2005, dopo un breve ritorno ai microfoni di XFM, è stata trasmessa da BBC Two una nuova sitcom ideata scritta e diretta da Gervais e Merchant, Extras. Nella serie Merchant recita il ruolo di Darren Lamb, l'agente incompetente di Andy Millman, interpretato da Gervais. La seconda stagione di Extras è andata in onda alla fine del 2006, seguita da uno speciale natalizio nel dicembre del 2007. Negli Stati Uniti la serie è stata trasmessa da HBO. Nel 2006, Merchant ha vinto un British Comedy Award come miglior attore televisivo per la sua interpretazione in Extras.
Tra il 2010 e il 2011 Gervais e Merchant lavorano alla scrittura e alle riprese di una nuova serie televisiva da loro ideata, Life's Too Short, successivamente trasmessa nel 2011 da BBC Two. Si tratta di una sitcom in stile falso documentario nella quale i due interpretano un ruolo secondario, mentre il protagonista è l'attore Warwick Davis.

### Hello Ladies
Il 29 settembre 2013 Merchant debutta con la propria sitcom Hello Ladies su HBO. Si tratta di un adattamento del suo omonimo spettacolo comico, nel quale non è coinvolto Ricky Gervais, ma è invece sceneggiata da Merchant insieme a Lee Eisenberg e Gene Stupnitsky. La serie è stata trasmessa per un'unica stagione e si è conclusa con un film.

### Altre attività

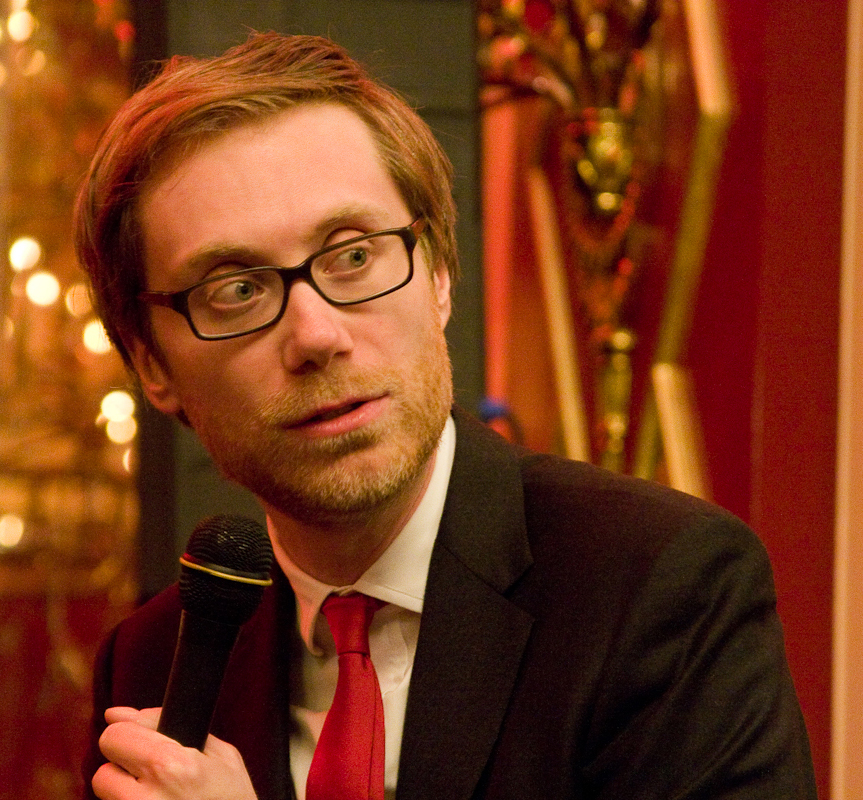
Stephen Merchant nel 2011

Nel gennaio del 2007 Merchant ha iniziato a condurre un proprio programma radiofonico su BBC 6 Music, in onda settimanalmente di domenica pomeriggio. Anziché sulla comicità, The Steve Show si concentra sulla musica e in particolare sulla "musica nuova", quella che Merchant definisce la «musica che non avete mai sentito». Molte delle canzoni della trasmissione sono suggerite dagli ascoltatori e dai co-conduttori. Il programma è andato in onda per quattro stagioni ed è terminato nel maggio del 2009.
Merchant ha inoltre avuto piccole parti nei film Hot Fuzz e Run Fatboy Run del 2007, e ne Il primo dei bugiardi del 2009, diretto e interpretato da Ricky Gervais. Sempre nel 2009 ha avuto un ruolo secondario nel film L'acchiappadenti. Nello stesso anno Merchant e Gervais hanno collaborato nella direzione del film L'ordine naturale dei sogni, uscito nelle sale nel 2010 ed ambientato nell'Inghilterra degli anni settanta. Nel 2011 Merchant ha avuto un ruolo minore in Libera uscita dei fratelli Farrelly. Nel 2017 ha interpretato l'anziano mutante Calibano nel film Logan: The Wolverine.
In televisione, Merchant è apparso nel 2007 in un cameo nel primo episodio della sesta stagione di 24. Nel settembre del 2010 ha prodotto, assieme a Ricky Gervais, il programma documentaristico a carattere umoristico Scemo di viaggio, avente come protagonista Karl Pilkington.
Dal 2009 Merchant è la voce fuori campo degli spot pubblicitari di Barclays e Waterstone's. Nel 2011 ha partecipato al doppiaggio del film d'animazione Gnomeo e Giulietta; nello stesso anno, ha prestato la voce al robot Wheatley del videogioco della Valve Corporation Portal 2. Il suo personaggio ha ottenuto un forte apprezzamento da parte dei recensori.
Nel settembre del 2011, dopo l'iniziale esperienza di scarso successo alla fine degli anni novanta, Merchant ha ripreso ad esibirsi come comico stand-up nel suo primo tour nazionale nel Regno Unito dal titolo Hello Ladies..., con una tappa a New York.

## Filmografia parziale

### Sceneggiatore

#### Televisione
- Comedy Lab – serie TV, episodio 2x06 (1999)
- The Office – serie TV, 14 episodi (2001-2003)
- Extras – serie TV, 13 episodi (2005-2007)
- The Office – serie TV, episodio 3x09 (2006)
- L'ordine naturale dei sogni (Cemetery Junction), regia di Ricky Gervais e Stephen Merchant (2010)
- Life's Too Short – serie TV, 7 episodi (2011)
- Hello Ladies – serie TV, 2 episodi (2013)

#### Cinema
- Una famiglia al tappeto (Fighting with My Family), regia di Stephen Merchant (2019)

### Regista

#### Televisione
- The Office – serie TV, 14 episodi (2001-2003)
- Extras – serie TV, 13 episodi (2005-2007)
- The Office – serie TV, episodio 5x06 (2008)
- L'ordine naturale dei sogni (Cemetery Junction), co-diretto con Ricky Gervais (2010)
- Life's Too Short – serie TV, 7 episodi (2011)
- Hello Ladies – serie TV, 4 episodi (2013)

#### Cinema
- Una famiglia al tappeto (Fighting with My Family) (2019)

### Attore

#### Cinema
- Hot Fuzz, regia di Edgar Wright (2007)
- Run Fatboy Run, regia di David Schwimmer (2007)
- Il primo dei bugiardi (The Invention of Lying), regia di Ricky Gervais e Matthew Robinson (2009)
- L'acchiappadenti (Tooth Fairy), regia di Michael Lembeck (2010)
- L'ordine naturale dei sogni (Cemetery Junction), regia di Ricky Gervais e Stephen Merchant (2010)
- Ladri di cadaveri - Burke & Hare (Burke and Hare), regia di John Landis (2010)
- Libera uscita (Hall Pass), regia di Bobby Farrelly e Peter Farrelly (2011)
- Comic Movie (Movie 43), registi vari (2013)
- A prova di matrimonio (I Give It a Year), regia di Dan Mazer (2013)
- Tavolo n.19 (Table 19), regia di Jeffrey Blitz (2017)
- Logan: The Wolverine (Logan), regia di James Mangold (2017)
- Millennium - Quello che non uccide (The Girl in the Spider's Web), regia di Fede Álvarez (2018)
- Una famiglia al tappeto (Fighting with My Family), regia di Stephen Merchant (2019)
- Good Boys - Quei cattivi ragazzi (Good Boys), regia di Gene Stupnitsky (2019)
- Jojo Rabbit, regia di Taika Waititi (2019)
- Locked Down, regia di Doug Liman (2021)

#### Televisione
- The Office – serie TV, episodio 2x05 (2002)
- Garth Marenghi's Darkplace – serie TV, episodio 1x02 (2004)
- Green Wing – serie TV, episodio 1x06 (2004)
- Extras – serie TV, 11 episodi (2005-2007)
- 24 – serie TV, episodio 6x01 (2007)
- Scemo di viaggio (An Idiot Abroad), 16 puntate (2010-2011) – co-presentatore
- Life's Too Short – serie TV, 7 episodi (2011-2013)
- Hello Ladies – serie TV, 9 episodi (2013-2014)
- Drunk History – serie TV, 3 episodi (2013-2015)
- Modern Family – serie TV, episodi 5x18-11x10 (2014-2019)
- Short Poppies – serie TV, 1 episodio (2014)
- Dream Corp, LLC, regia di Daniel Stessen – film TV (2014)
- The Big Bang Theory – serie TV, episodi 9x07-9x08-9x10 (2015)
- Funny or Die presenta: L'arte di fare affari di Donald Trump - Il film (Donald Trump's The Art of the Deal: The Movie), regia di Jeremy Konner - film TV (2016)
- Dream Corp, LLC – serie TV, 12 episodi (2016-2017)
- The Good Place – serie TV, 1 episodio (2019)
- Four Lives – serie TV (2022)

### Doppiatore
- Comedy Lab – serie TV, episodio 2x06 (1999)
- Bromwell High – serie TV, 13 episodi (2005)
- Jackboots on Whitehall, regia di Edward McHenry e Rory McHenry (2010)
- The Ricky Gervais Show – serie TV, 26 episodi (2010-2011)
- Portal 2 - videogioco (2011)
- Gnomeo e Giulietta (Gnomeo & Juliet), regia di Kelly Asbury (2011)
- Robot Chicken – serie TV, 1 episodio (2014)
- I Simpson (The Simpsons) – serie TV, 1 episodio (2016)
- American Dad! – serie TV, 1 episodio (2016)
- Un bambino chiamato Natale (A Boy Called Christmas), regia di Gil Kenan (2021)

### Produttore
- Lip Sync Battle, 3 puntate (2015) – produttore esecutivo
- Una famiglia al tappeto (Fighting with My Family), regia di Stephen Merchant (2019)

## Doppiatori italiani
Nelle versioni in italiano delle opere in cui ha recitato, Stephen Merchant è stato doppiato da:
- Oreste Baldini in L'acchiappadenti, Comic Movie, The Good Place, Good Boys - Quei cattivi ragazzi
- Enrico Di Troia in Modern Family (ep. 5x18), L'ordine naturale dei sogni
- Emiliano Coltorti in Libera uscita, Locked Down
- Roberto Gammino in Millennium - Quello che non uccide, Jojo Rabbit
- Alessandro Budroni in Logan: The Wolverine
- Andrea Lavagnino in The Big Bang Theory
- Franco Mannella in Hello Ladies
- Luigi Ferraro in Tavolo 19
- Massimo De Ambrosis in Modern Family (ep. 11x10)
- Simone Crisari in The Office
- Alberto Angrisano in Extras
- Massimo Bitossi in Hot Fuzz

Da doppiatore è sostituito da:
- Fabrizio Vidale in Gnomeo & Giulietta, Sherlock Gnomes
- Vittorio Guerrieri ne Un bambino chiamato Natale